# Phaffans
Phaffans (deutsch früher Pfeffingen, Aussprache [faˈfɑ̃]) ist eine französische Gemeinde mit 429 Einwohnern (Stand: 1. Januar 2022) im Territoire de Belfort in der Region Bourgogne-Franche-Comté. Die Bewohner werden Phaffanais und Phaffanaises genannt.

## Geographie
Phaffans liegt auf 363 m Höhe, etwa sechs Kilometer ostnordöstlich der Stadt Belfort (Luftlinie). Das Dorf erstreckt sich im Norden der Burgundischen Pforte, auf dem Plateau südlich der Forêt de Roppe im Vorland der Vogesen, östlich der Bachläufe von Ermite und Autruche.

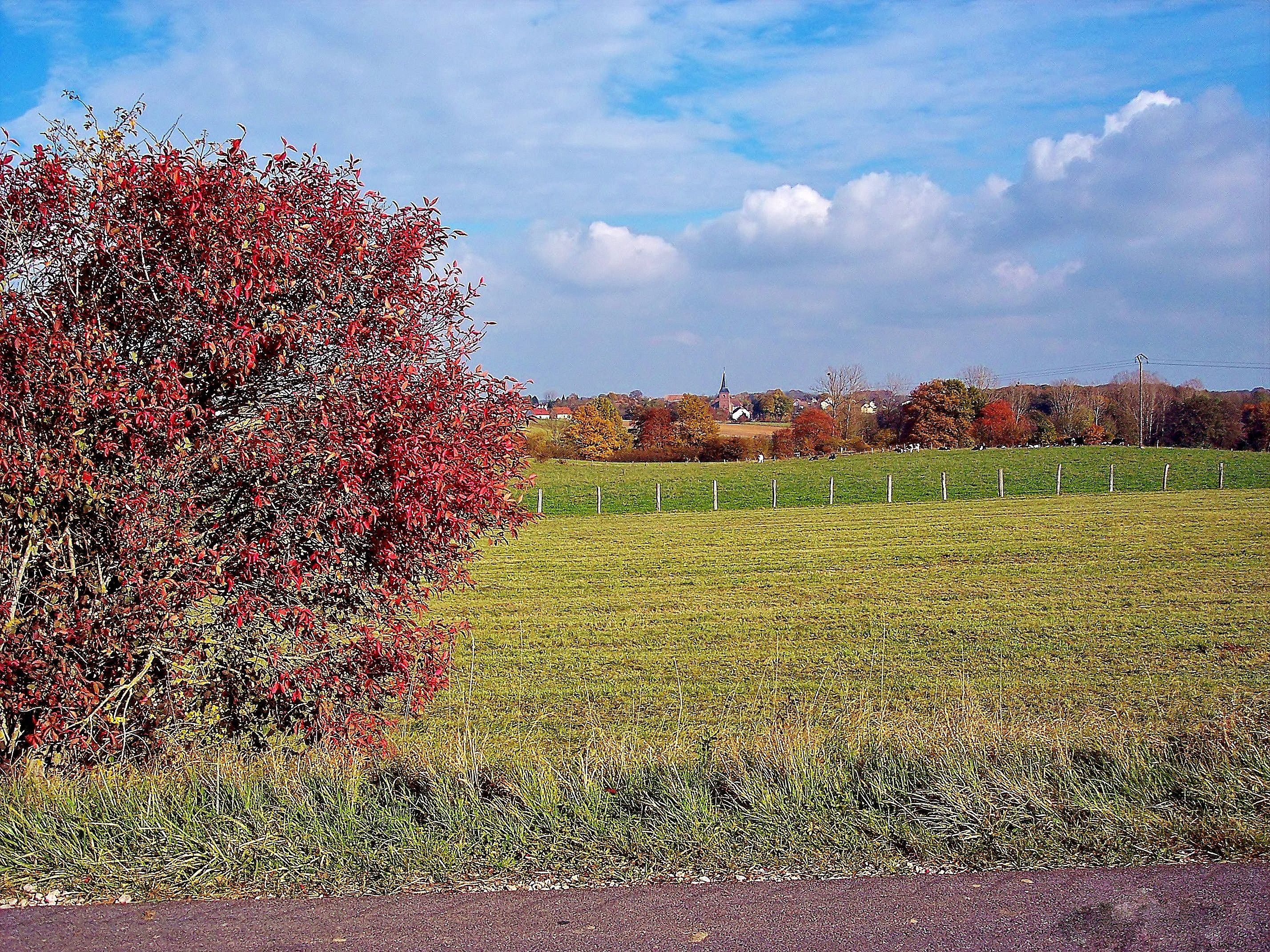
Blick auf Phaffans

Die Fläche des 3,24 km² großen Gemeindegebiets umfasst einen Abschnitt der nur schwach reliefierten Landschaft im Bereich der Burgundischen Pforte (Trouée de Belfort). Der Hauptteil des Gebietes wird von einem Plateau eingenommen, das durchschnittlich auf 360 m liegt. Es ist überwiegend mit Acker- und Wiesland bedeckt, zeigt aber auch einige Waldflächen. Entwässert wird das Plateau durch die Ermite, die südlich des Dorfes in die Autruche mündet. Diese fließt durch eine mehr als 500 Meter breite Talaue nach Südosten und sorgt für die Entwässerung zur Bourbeuse und damit zur Allaine. Nach Osten erstreckt sich das Gemeindeareal über das Plateau, auf dem mit 381 m die höchste Erhebung von Phaffans erreicht wird, in einem schmalen Streifen in die Talmulde der Madeleine und in den nördlichen Teil der ausgedehnten Waldung Bois de Bessoncourt.
Nachbargemeinden von Phaffans sind Eguenigue, Menoncourt und Lacollonge im Norden, Fontaine im Osten, Bessoncourt im Süden sowie Denney und Roppe im Westen.

## Geschichte
Das Gemeindegebiet von Phaffans war schon sehr früh besiedelt, was anhand von Ziegel- und Keramikfunden aus der gallorömischen Zeit nachgewiesen werden konnte. Erstmals urkundlich erwähnt wird Phaffans bereits im Jahr 792 unter dem Namen Pefferauga. Aus späterer Zeit sind die Namen Fafan und Faefen überliefert. Seit dem Hochmittelalter bildete Phaffans das Zentrum der Pfarrei Baroche, die vom Kloster Murbach abhängig war.
Zunächst im Einflussbereich der Herren von Montbéliard stehend, gelangte das Dorf Mitte des 14. Jahrhunderts unter die Oberhoheit der Habsburger. Es gehörte zur Herrschaft Rougemont, doch hatten auch andere Herrschaften Besitz auf dem Gebiet. Während des Dreißigjährigen Krieges wurde Phaffans 1632 von schwedischen Truppen in Mitleidenschaft gezogen. Zusammen mit dem Sundgau kam das Dorf mit dem Westfälischen Frieden 1648 an die französische Krone. Seit 1793 gehörte Phaffans zum Département Haut-Rhin, verblieb jedoch nach dem Deutsch-Französischen Krieg 1871 als Teil des arrondissement subsistant du Haut-Rhin im Gegensatz zum restlichen Elsass bei Frankreich. 1815 wurde das Dorf von den gegen Belfort vorrückenden österreichischen Truppen gebrandschatzt. Seit 1997 gehörte Phaffans zunächst zum Gemeindeverband Communauté de communes du Tilleul, der 2017 in die Grand Belfort Communauté d’Agglomération aufging.

## Sehenswürdigkeiten
Die Kirche Notre-Dame de l’Assomption (Mariä Himmelfahrt) wurde in zwei Phasen gebaut: Der Kirchturm stammt aus der Zeit um 1700, während das Langhaus von 1726 bis 1735 im Barockstil errichtet wurde. Die Kirche besitzt eine reiche Ausstattung (siehe: Liste der Monuments historiques in Phaffans), darunter Altäre aus dem 17. Jahrhundert sowie Statuen und eine Kanzel aus dem 18. Jahrhundert. Das Pfarrhaus wurde 1701 errichtet.

Kirche Notre-Dame de l’Assomption
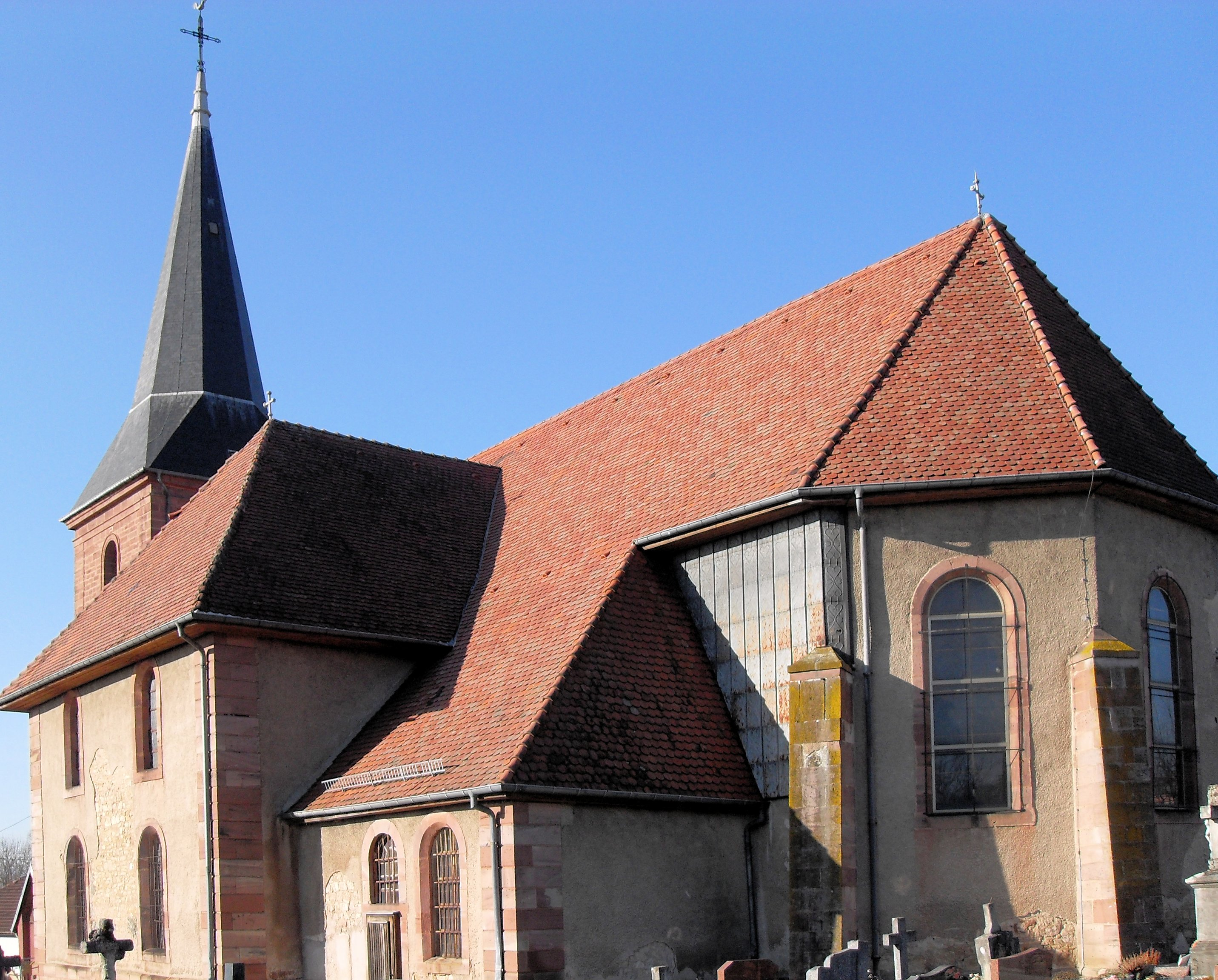
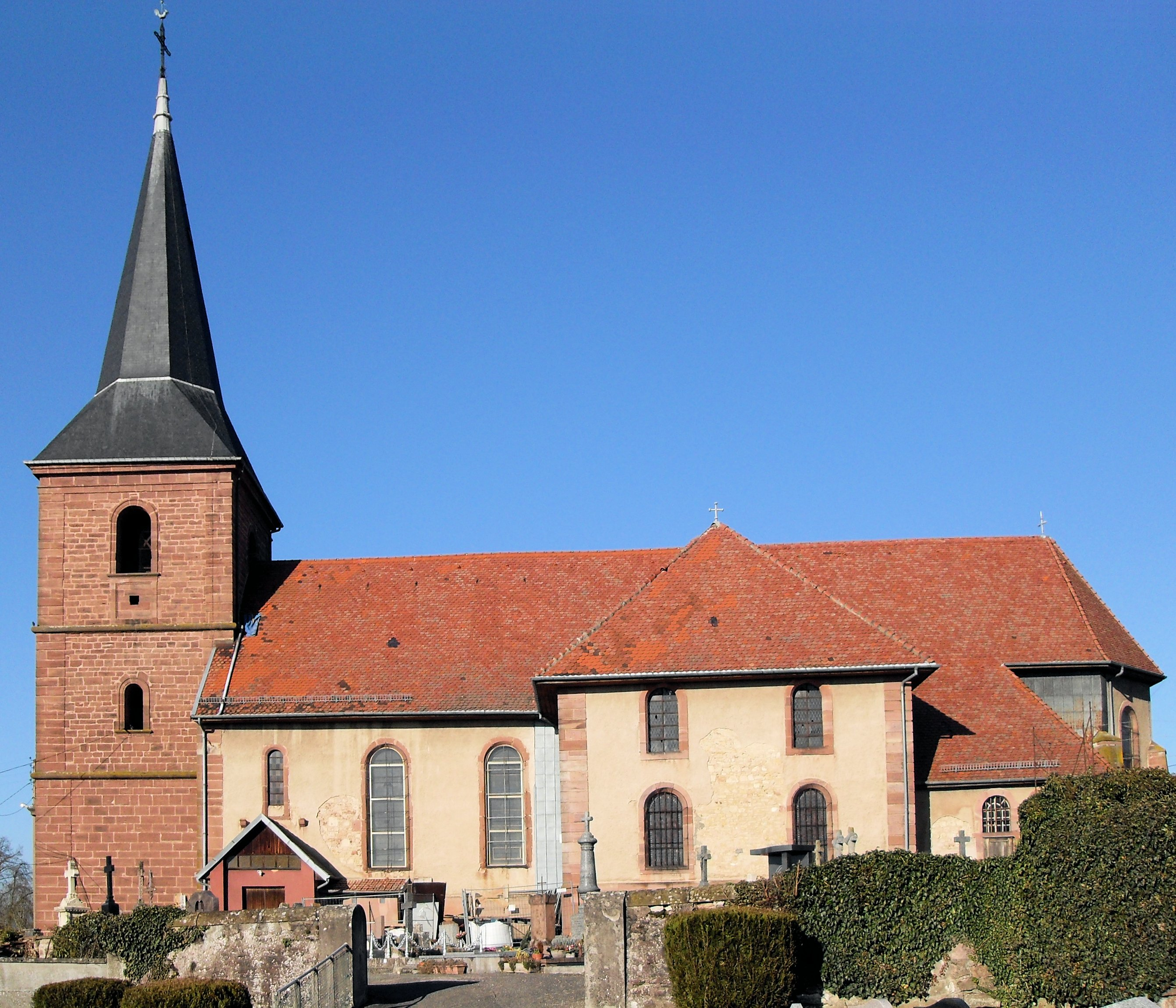
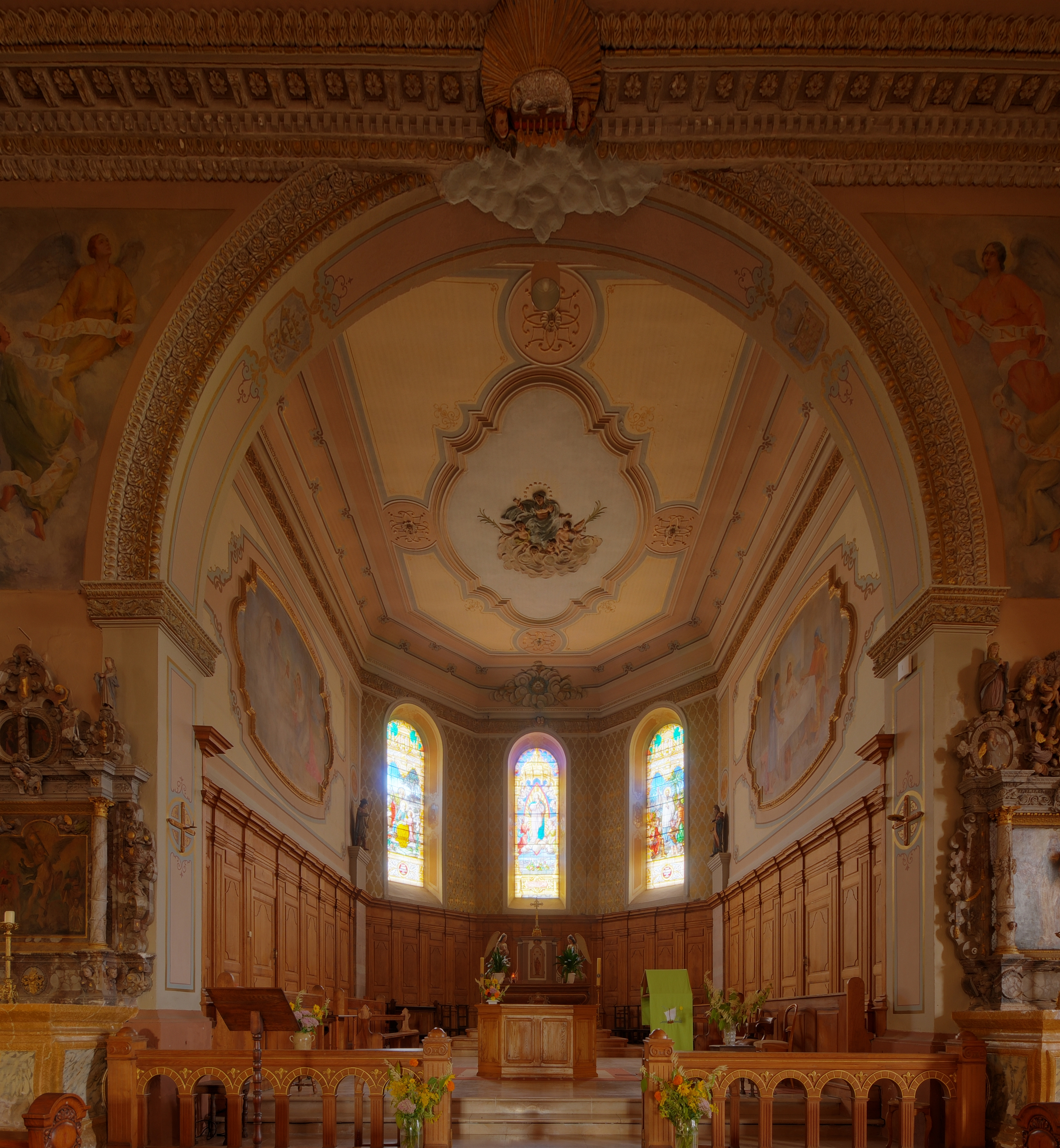
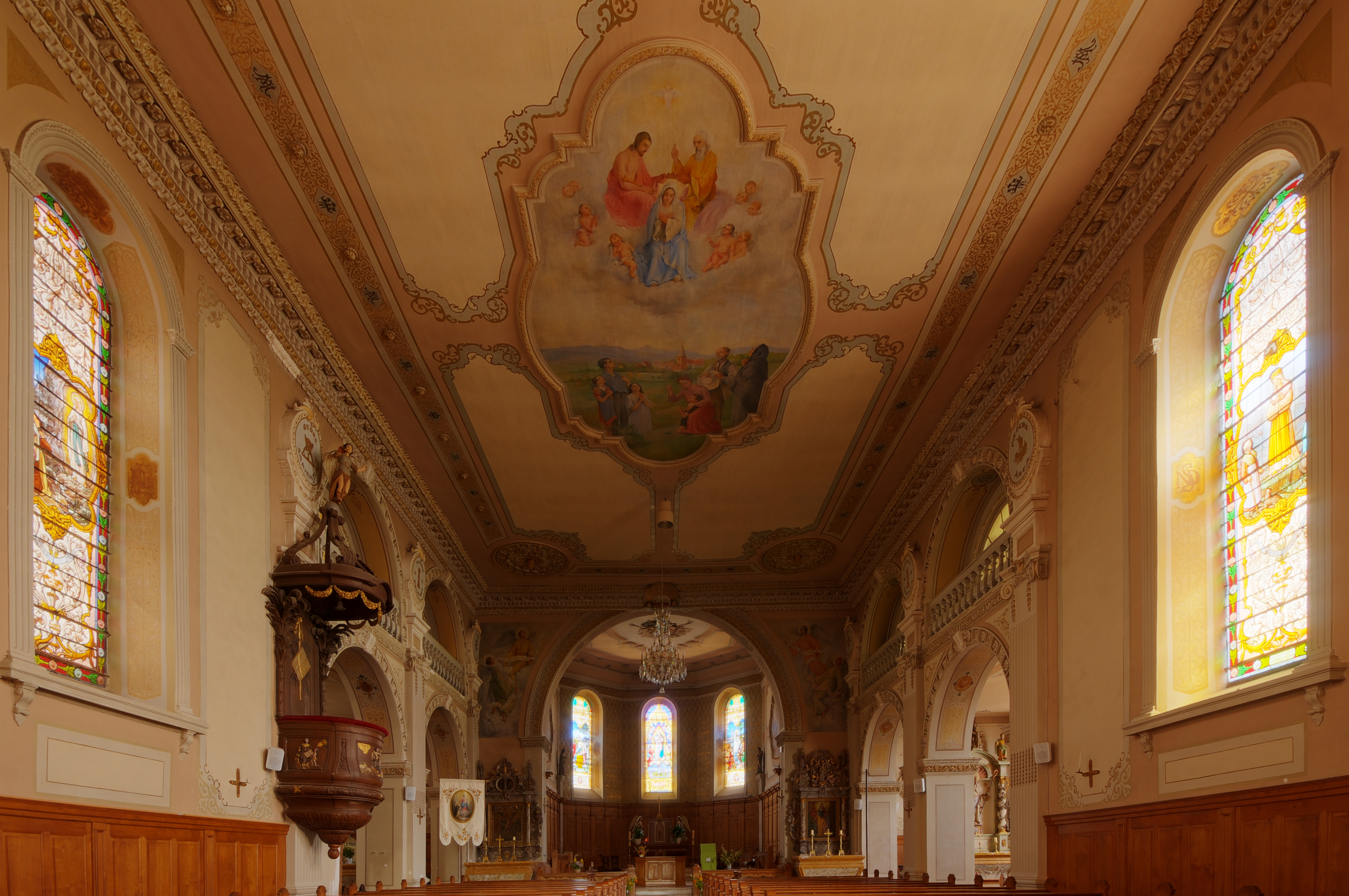
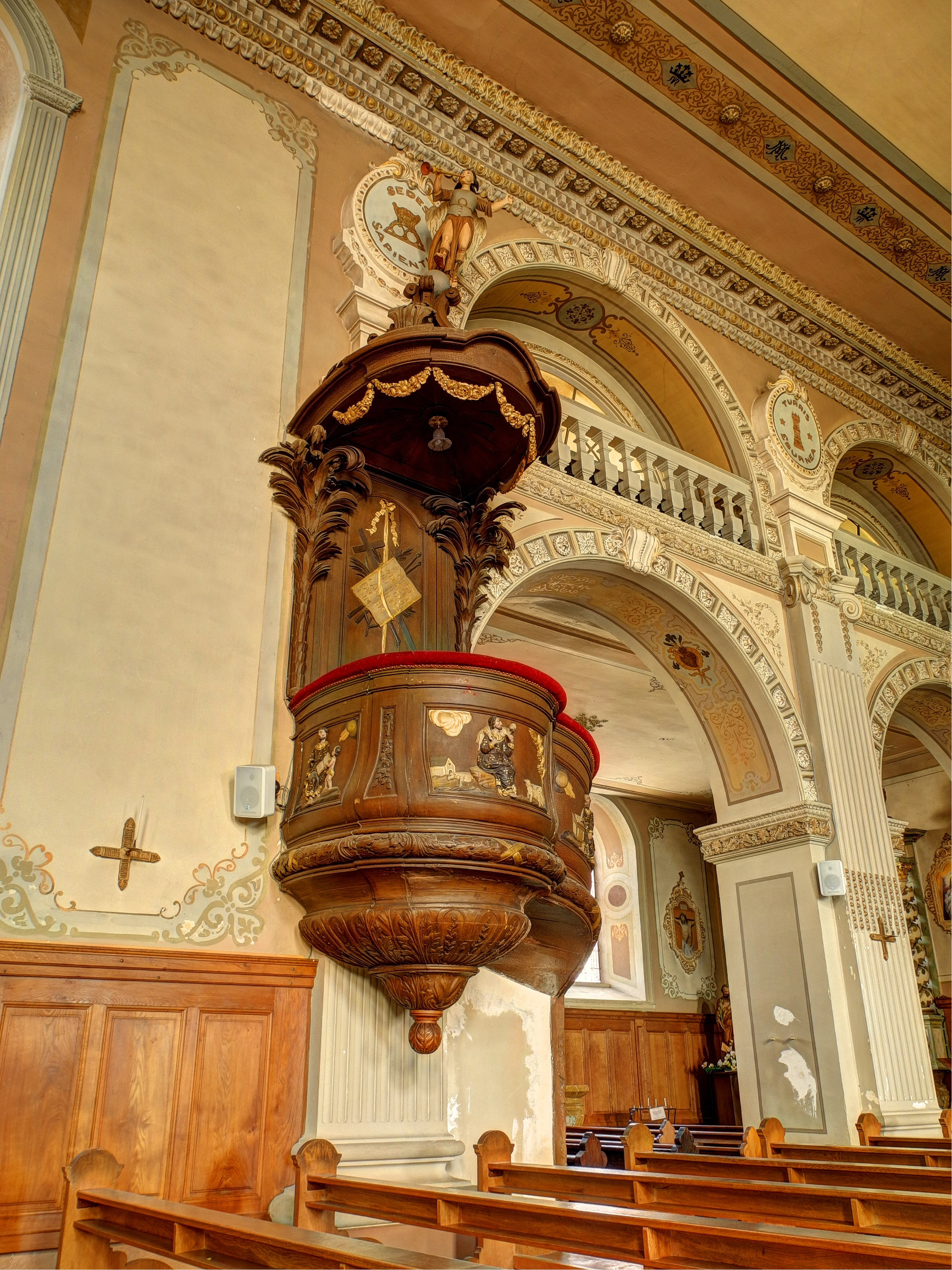

## Bevölkerung
| Bevölkerungsentwicklung | Bevölkerungsentwicklung |
| Jahr                    | Einwohner               |
| ----------------------- | ----------------------- |
| 1962                    | 124                     |
| 1968                    | 136                     |
| 1975                    | 342                     |
| 1982                    | 350                     |
| 1990                    | 353                     |
| 1999                    | 315                     |
| 2007                    | 336                     |
| 2019                    | 439                     |

Mit 429 Einwohnern (1. Januar 2022) gehört Phaffans zu den kleinen Gemeinden des Départements Territoire de Belfort. Nachdem die Einwohnerzahl in der ersten Hälfte des 20. Jahrhunderts klar abgenommen hatte (1896 wurden noch 200 Personen gezählt), wurde von 1968 bis 1975 ein kräftiges Bevölkerungswachstum verzeichnet. Danach verblieb die Einwohnerzahl auf annähernd konstantem Niveau, um in jüngerer Zeit wieder deutlich anzusteigen.

## Wirtschaft und Infrastruktur
Phaffans war bis weit ins 20. Jahrhundert hinein ein vorwiegend durch die Landwirtschaft (Ackerbau, Obstbau und Viehzucht) geprägtes Dorf. Die Wasserkraft der Ermite und der Autruche wurde früher für den Betrieb von Mühlen genutzt. Daneben gibt es heute verschiedene Betriebe des Kleingewerbes. Mittlerweile hat sich das Dorf zu einer Wohngemeinde gewandelt. Viele Erwerbstätige sind auch Pendler, die in der Agglomeration Belfort ihrer Arbeit nachgehen.
Die Ortschaft ist verkehrstechnisch gut erschlossen. Sie liegt an einer Departementsstraße, die von Bessoncourt nach Eguenigue führt. Der nächste Anschluss an die Autobahn A36, welche das Gemeindegebiet durchquert, befindet sich in einer Entfernung von ungefähr fünf Kilometern. Weitere Straßenverbindungen bestehen mit Denney, Lacollonge und Roppe.